# Marc Emili Lèpid (cònsol 126 aC)
Marc Emili Lèpid (en llatí Marcus Aemilius M. F. M. N. Lepidus) va ser un magistrat romà del segle ii aC. Era segurament fill de Marcus Aemilius Lepidus i suposat germà de Marcus Aemilius M. F. M. N. Lepidus Porcina, cosa dubtosa al dir-se els dos Marc (Marcus) encara que es van donar alguns casos. Formava part de la gens Emília, una antiga gens romana del temps del rei Numa, i era de la família dels Lèpid.
Va ser elegit cònsol l'any 126 aC juntament amb Luci Aureli Orestes.